# 南圣本图 (巴西)
南圣本图（葡萄牙語：São Bento do Sul）是巴西圣卡塔琳娜州的一个市镇。总面积495.578平方公里，总人口72536人，人口密度146.4人/平方公里。